# ويليام جوهاز
ويليام جوهاز (بالمجرية: Juhász Vilmos)‏ هو صحفي مجري، ولد في 30 أغسطس 1899 في بودابست في المجر، وتوفي في 29 سبتمبر 1967 في نيويورك في الولايات المتحدة.